# Amilcar C4
Amilcar C4 är en sportbil från franska Amilcar som tillverkades mellan 1922 och 1929.